# Gold (film 1934)
Gold – niemiecki film science fiction z 1934 roku w reżyserii Karla Harlta. Film opowiada o brytyjskich naukowcach próbujących zbudować maszynę zamieniającą zwykłą materię w złoto.
Film został wyprodukowany po niemiecku i francusku z rolą Brigitte Helm w obu wersjach językowych.

## Fabuła
W Wielkiej Brytanii pewien naukowiec jest przekonany, że potrafi zamieniać dowolny materiał w złoto przy pomocy gigantycznego podwodnego reaktora. W tym samym czasie niemiecki naukowiec także pracuje nad podobnym projektem, jednak zostaje niespodziewanie zabity w tajemniczej eksplozji. Jego asystent Werner Holk (Hans Albers) zostaje zabrany przez brytyjskiego naukowca i zmuszony do pracy przy projekcie.
Projekt ostatecznie działa, ale późniejsze problemy z maszyną prowadzą do jej eksplozji w której giną wszyscy, którzy byli przy niej. Holkowi udaje się uciec w ostatniej minucie z córką naukowca Florence (Brigitte Helm), zanim teren reaktora zostaje zalany wodą.

## Obsada
Wersja niemieckojęzyczna
- Hans Albers jako Werner Holk
- Brigitte Helm jako Florence Wills
- Michael Bohnen jako John Wills
- Lien Deyers jako Margit Möller
- Friedrich Kayßler jako Prof. Achenbach
- Ernst Karchow jako Lüders
- Eberhard Leithoff jako Harris
- Willi Schur jako Pitt
- Hans-Joachim Büttner jako Becker
- Walter Steinbeck jako Brann
- Heinz Wemper jako Vesitsch
- Rudolf Platte jako Schwarz
- Heinz Salfner jako Direktor Sommer
- Erich Haußmann jako Sekretär

Wersja francuskojęzyczna
- Brigitte Helm jako Florence Wills
- Roger Karl jako John Wills
- Rosine Deréan jako Hélène
- Louis Gauthier jako Lefèvre
- Jacques Dumesnil jako Malescot
- Marc Valbel jako Harris
- Robert Goupil jako dziennikarz
- Pierre Piérade jako un domestique
- Raoul Marco jako O’Kelly

## Produkcja
Reżyser Karl Harlt wykorzystał międzynarodowy sukces swojego poprzedniego filmu Der Tunnel do promocji Gold. Film był w tym czasie superprodukcją wytwórni Universum Film AG i zdjęcia do niego trwały 14 miesięcy.
Aktor Hans Albers żądał podwojenia swoich zarobków ale nie udało mu się tego osiągnąć. We francuskiej wersji zagrała także Brigitte Helm w głównej roli żeńskiej, obsada pozostałych ról została zmieniona.

## Premiera
Film miał swoją premierę 29 marca 1934 roku w Ufa-Palast am Zoo w Berlinie. Wersja francuskojęzyczna miała premierę 1 czerwca 1934 roku. Gdy film był poddawany ocenie cenzury sił alianckich po II wojnie światowej, zastanawiano się czy niemieccy naukowcy byliby w stanie zbudować reaktor jądrowy na długo przed tym, zanim miało to miejsce. Część scen z filmu wykorzystano później w amerykańskim filmie The Magnetic Monster z 1953 roku.